# Вимблдон 2009.
Вимблдон 2009. је 123. такмичење на Вимблдону, најстаријем и најугледнијем турниру на свету, и трећи гренд слем турнир у сезони. Турнир је почео у понедељак, 22. јуна, а биће завршен у недељу, 6. јула.
Одржаће се крајем јуна и почетком јула 2009. на тениским теренима у Вимблдону, Лондон, Енглеска. Једна од новина на овом турниру биће што ће на централном терену бити постављен кров, тако да киша више неће ометати мечеве на Вимблдону.
Титулу у мушкој појединачној конкуренцији требало је да брани Шпанац Рафаел Надал, али је одустао од учешћа ове године услед повреде колена. У овој конкуренцији титулу је освојио Роџер Федерер (Швајцарска), који је тако освојио свој 15. гренд слем турнир и постао рекордер по броју гренд слем титула. У женској појединачној конкуренцији титулу бранила Американка Винус Вилијамс, али ју је у финалу поразила млађа сестра Серена. Вилијамсове су такође одбраниле освојени турнир у женским паровима, као и Данијел Нестор (Канада) и Ненад Зимоњић (Србија) у мушким. Турнир у конкуренцији мешовитих парова бранили су Боб Брајан (САД) и Саманта Стосур (Аустралија), али су је освојили Марк Ноулс (Бахами) и Ана-Лена Гренефелд (Немачка).

## Значајне приче

### Проблем сумњивих клађења
Судећи по чланку објављеном у часопису Индепендент, Унија тениског интегритета (ТИУ) радиће на тооме да спречи намештање мечева, тиме што ће мотрити на дванаест тенисера (од којих су неки рангирани међу педесет најбољих на АТП листи). Ова одлука донета је након истраге која је довела до закључка да су неки играчи изманипулисани и да се њихови мечеви завршавају сумњивим резултатом. ТИУ је на прво место ставио тенисере на чије мечеве су се скоро стављене опкладе, и то великих новчаних вредности. АТП је већ идентификовао руске и италијанске групе које стоје иза већине опклада преко интернета, и играче који су „продали“ своје мечеве. Организатори Вимблдона изјавили су да није у питању истрага против неких одређених играча, већ о самој заштити интегритета игре. Председник ТИУ—а Џеф Риз рекао је да су већ ухапсили неколико кладионичара, али да никакви детаљи истраге, која покрива 45 мечева, неће бити откривени јавности.
Сумњиви мечеви укључују и меч првог кола турнира у Хертохенбосу 2009, одигран између Данијела Келерера и Оскара Ернандеза, када су неки руски гледаоци ставили изненађујуће висок износ на победу тенисера који је касније и победио. Слична ситуација десила се и током меча Жана-Ренеа Линара о Кристофа Рохуса током Монте Карло Мастерса 2009. Постоји могућност да је Николај Давиденко једно од имена на листи, будући да је 2007. године био умешан у сличне истраге. Италијански мафијаш Мајкл Франћезе нагодио се са полицијом и открио им како фунцкионише систем намештања мечева. Он је изјавио да своје мечеве „продају“ углавном тенисери који су се недавно развели, па их је тај развод коштао. Уколико спортиста прекорачи њихову финансијску понуду и његов дуг постане готово неисплатив, кладионичари могу натерати играча да намести меч како они желе.

### Томи Хас против девојчице
Противник Томија Хаса у другом колу, Микаел Љодра, повредио се током игре, те је затражио медицински тајм-аут. Док је чекао да се меч настави, Хас је позвао девојчицу која скупља лоптице, петнаестогодишњу Клои Чејмберс, да одигра један поен са њим. Хас га је освојио, након што је Клои послала лоптицу у аут. Овај догађај привукао је много медијске пажње, и чак се нашао на насловној страни новина Тајмс.

### Затварање крова на централном терену
Седмог дана турнира, 29. јуна, нови конструисани кров на вимблдонском централном терену затворен је по први пут у четвртфиналном мечу женске појединачне конкуренције, који су играле Динара Сафина и Амели Моресмо. Наредни меч, који су играли Енди Мари и Станислас Вавринка, први је меч који је у потпуности одигран под затвореним кровом. Захваљујући и новом осветљењу и рефлекторима, овај меч завршио се у 22 часа и 38 минута, што је најкаснији крај меча на Вимблдону икада.

### Нови рекорд Роџера Федерера
Бивши први тенисер света Роџер Федерер на овогодишњем Вимблдону поставио је два рекорда:
- 1. јула 2009, након што је победио Ива Карловића у четвртфиналу, достигао је своје 21. полуфинале једног гренд слем турнира у низу, који је почео на Вимблдону 2004.[5]
- 3. јуна, након што је у полуфиналу победио Томија Хаса достигао је своје седмо узастопно финале на Вимблдону, што је апсолутни рекорд у тениској опен ери.
- 5. јуна Федерер је освојио свој шести турнир на Вимблдону, и тако се нашао на само једном иза Пита Сампраса, који је тријумфовао седам пута. Федерер је такође постао рекордер по броју освојених гренд слем турнира у мушкој појединачној конкуренцији, освојивши свој 15. гренд слем.

## Дешавања

### Дан први (22. јун)
- Избачени носиоци:
  - Мушкарци појединачно:  Џејмс Блејк,  Фелисијано Лопез
  - Жене појединачно:  Александра Вознијак,  Пати Шнидер
- Редослед мечева

| Мечеви на централном терену | Мечеви на централном терену | Мечеви на централном терену | Мечеви на централном терену |
| Догађај                     | Победник                    | Поражени                    | Резултат                    |
| --------------------------- | --------------------------- | --------------------------- | --------------------------- |
| Мушкарци, 1. коло           | Роџер Федерер (2)           | Јен-сун Лу                  | 7–5, 6–3, 6–2               |
| Жене, 1. коло               | Серена Вилијамс (2)         | Неуза Силва                 | 6–1, 7–5                    |
| Мушкарци, 1. коло           | Новак Ђоковић (4)           | Жилијен Бенето              | 6–7(8), 7–6(1), 6–2, 6–4    |
| Мечеви на терену бр. 1      |                             |                             |                             |
| Догађај                     | Победник                    | Поражени                    | Резултат                    |
| Жене, 1. коло               | Марија Шарапова (24)        | Викторија Кутузова          | 7–5, 6–4                    |
| Мушкарци, 1. коло           | Робин Седерлинг (13)        | Жил Милер                   | 6–7(4), 7–5, 6–1, 6–2       |
| Мушкарци, 1. коло           | Фернандо Вердаско (7)       | Џејмс Вард                  | 6–1, 6–3, 6–4               |
| Жене, 1. коло               | Матилд Јохансон             | Мелани Саут                 | 7–5, 7-6(5)                 |

### Дан други (23. јун)
- Избачени носиоци:
  - Мушкарци појединачно:  Николас Кифер,  Дмитриј Турсунов,  Марат Сафин
  - Жене појединачно:  Ализе Корне,  Сибила Бамер,  Ана Чакветадзе,  Каја Канепи,  Агнеш Савај
  - Мушки парови:  Маријуш Фирстенберг и  Марћин Матковски
- Распоред мечева

| Мечеви на централном терену | Мечеви на централном терену | Мечеви на централном терену | Мечеви на централном терену |
| Догађај                     | Победник                    | Поражени                    | Резултат                    |
| --------------------------- | --------------------------- | --------------------------- | --------------------------- |
| Жене, 1. коло               | Винус Вилијамс (3)          | Стефани Вогеле              | 6–3, 6–2                    |
| Мушкарци, 1. коло           | Енди Родик (6)              | Жереми Шарди                | 6–3, 7–6(3), 4–6, 6–3       |
| Мушкарци, 1. коло           | Енди Мари (3)               | Роберт Кендрик              | 7–5, 6–7(3), 6–3, 6–4       |
| Мечеви на терену бр. 1      |                             |                             |                             |
| Догађај                     | Победник                    | Поражени                    | Резултат                    |
| Мушкарци, 1. коло           | Хуан Мартин дел Потро (5)   | Арно Клеман                 | 6–3, 6–1, 6–2               |
| Жене, 1. коло               | Динара Сафина (1)           | Лурдес Домингез Лино        | 7–5, 6–3                    |
| Мушкарци, 1. коло           | Хуан Карлос Фереро          | Михаил Јужни                | 6–3, 7–6(3), 6–3            |

### Дан трећи (24. јун)
- Избачени носиоци:
  - Мушкарци појединачно:  Рајнер Шитлер
  - Жене појединачно:  Ђе Џенг,  Марија Шарапова,  Анастасија Пављученкова
  - Мушки парови:  Рик Де Вуст и  Ешли Фишер,  Стифен Хас и  Рос Хачинс
  - Женски парови:  Натали Деши и  Мара Сантанђело,  Марија Кириленко и  Флавија Пенета
- Распоред мечева

| Мечеви на централном терену | Мечеви на централном терену | Мечеви на централном терену | Мечеви на централном терену   |
| Догађај                     | Победник                    | Поражени                    | Резултат                      |
| --------------------------- | --------------------------- | --------------------------- | ----------------------------- |
| Жене, 2. коло               | Жизела Дулко                | Марија Шарапова (24)        | 6–2, 3–6, 6–4                 |
| Мушкарци, 2. коло           | Роџер Федерер (2)           | Гиљермо Гарсија Лопез       | 6–2, 6–2, 6–4                 |
| Мушкарци, 2. коло           | Марин Чилић (11)            | Сем Квери                   | 4–6, 7–6(3), 6–3, 6–7(4), 6–4 |
| Мечеви на терену бр. 1      |                             |                             |                               |
| Догађај                     | Победник                    | Поражени                    | Резултат                      |
| Мушкарци, 2. коло           | Новак Ђоковић (4)           | Симон Грол                  | 7–5, 6–1, 6–4                 |
| Жене, 2. коло               | Серена Вилијамс (2)         | Јармила Грот                | 6–2, 6–1                      |
| Мушкарци, 2. коло           | Томи Хас (24)               | Микаел Љодра                | 4–3 - предат меч              |

### Дан четврти (25. јун)
- Избачени носиоци:
  - Мушкарци појединачно:  Хуан Мартин дел Потро
  - Мушки парови:  Џеф Куци и  Џордан Кер,  Лукаш Длоухи и  Леандер Паес
  - Женски парови:  Су-Веј Сје и  Пенг Шуај,  Лиса Рејмонд и  Вера Звонарјова
- Распоред мечева

| Мечеви на централном терену | Мечеви на централном терену | Мечеви на централном терену | Мечеви на централном терену |
| Догађај                     | Победник                    | Поражени                    | Резултат                    |
| --------------------------- | --------------------------- | --------------------------- | --------------------------- |
| Мушкарци, 2. коло           | Лејтон Хјуит                | Хуан Мартин дел Потро (5)   | 6–3, 7–5, 7–5               |
| Жене, 2. коло               | Каролина Возњацки (9)       | Марија Кириленко            | 6–0, 6–4                    |
| Мушкарци, 2. коло           | Енди Мари (3)               | Ернестс Гулбис              | 6–2, 7–5, 6–3               |
| Мечеви на терену бр. 1      |                             |                             |                             |
| Догађај                     | Победник                    | Поражени                    | Резултат                    |
| Жене, 2. коло               | Винус Вилијамс (3)          | Катерина Бондаренко         | 6–3, 6–2                    |
| Мушкарци, 2. коло           | Енди Родик (6)              | Игор Куњицин                | 6–4, 6–2, 3–6, 6–2          |
| Мушкарци, 2. коло           | Фернандо Гонзалез (10)      | Леонардо Мајер              | 6–7(4), 6–4, 6–4, 6–4       |

### Дан пети (26. јун)
- Избачени носиоци:
  - Мушкарци појединачно:  Филип Колшрајбер,  Алберт Монтањес,  Жо-Вилфред Цонга,  Томи Робредо,  Марди Фиш
  - Жене појединачно:  Доминика Цибулкова,  Сорана Крстеа,  Марион Бартоли
  - Мушки парови:  Франтишек Цермак и  Михал Мертинак,  Марсело Мело и  Андре Са
- Распоред мечева

| Мечеви на централном терену | Мечеви на централном терену      | Мечеви на централном терену      | Мечеви на централном терену           |
| Догађај                     | Победник                         | Поражени                         | Резултат                              |
| --------------------------- | -------------------------------- | -------------------------------- | ------------------------------------- |
| Мушкарци, треће коло        | Роџер Федерер (2)                | Филип Колшрајбер (27)            | 6–3, 6–2, 6–7(5), 6–1                 |
| Жене, треће коло            | Викторија Азаренка (8)           | Сорана Крстеа (28)               | 7–6(2), 6–3                           |
| Мушкарци, 3. коло           | Новак Ђоковић (4)                | Марди Фиш (28)                   | 6–4, 6–4, 6–4                         |
| Мечеви на терену бр. 1      |                                  |                                  |                                       |
| Догађај                     | Победник                         | Поражени                         | Резултат                              |
| Жене, 3. коло               | Јелена Дементјева (4)            | Регина Куликова                  | 6–1, 6–2                              |
| Мушкарци, 3. коло           | Иво Карловић (22)                | Жо-Вилфред Цонга (9)             | 7–6(5), 6–7(5), 7–5, 7–6(5)           |
| Мушкарци, 3. коло           | Томи Хас (24) и Марин Чилић (11) | Томи Хас (24) и Марин Чилић (11) | 7–5, 7–5, 1–6, 6–7(3), 6–6 (одложено) |

### Дан шести (27. јун)
- Избачени носиоци:
  - Мушкарци појединачно:  Николај Давиденко,  Марин Чилић,  Јирген Мелцер,  Виктор Троицки,  Фернандо Гонзалез
  - Жене појединачно:  Саманта Стосур,  Јелена Јанковић,  Флавија Пенета,  Светлана Кузњецова,  Анабел Медина Гаригес,  Ли На
  - Мушки парови:  Травис Парот и  Филип Полашек
  - Женски парови:  Ча-Јунг Чуанг и  Сања Мирза,  Данијела Хантухова и  Ај Сугијама,  Светлана Кузњецова и  Амели Моресмо
  - Мешовити парови:  Марсело Мело и  Пенг Шуај,  Ненад Зимоњић и  Ци Јан
- Распоред мечева

| Мечеви на централном терену | Мечеви на централном терену | Мечеви на централном терену | Мечеви на централном терену |
| Догађај                     | Победник                    | Поражени                    | Резултат                    |
| --------------------------- | --------------------------- | --------------------------- | --------------------------- |
| Жене, 3. коло               | Винус Вилијамс (3)          | Карла Суарез Наваро         | 6–0, 6–4                    |
| Мушкарци, 3. коло           | Енди Родик (6)              | Јирген Мелцер (26)          | 7–6(2), 7–6(2), 4–6, 6–3    |
| Мушкарци, 3. коло           | Енди Мари (3)               | Виктор Троицки (30)         | 6–2, 6–3, 6–4               |
| Мечеви на терену бр. 1      |                             |                             |                             |
| Догађај                     | Победник                    | Поражени                    | Резултат                    |
| Мушкарци, 3. коло           | Томаш Бердих (20)           | Николај Давиденко (12)      | 6–2, 6–3, 6–2               |
| Мушкарци, 3. коло           | Томи Хас (24)               | Марин Чилић (11)            | 7–5, 7–5, 1–6, 6–7(3), 10–8 |
| Жене, 3. коло               | Сабина Лисицки              | Светлана Кузњецова (5)      | 6–2, 7–5                    |
| Мушкарци, 3. коло           | Хуан Карлос Фереро          | Фернандо Гонзалез (10)      | 4–6, 7–5, 6–4, 4–6, 6–4     |

### Недеља (28. јун)
Традиционално, недељом се не игра на Вимблдону, сем недеље када се играју финални мечеви у мушкој појединачној и конкуренцији мешовитих парова.

### Дан седми (29. јун)
- Избачени носиоци:
  - Мушкарци појединачно:  Игор Андрејев,  Робин Седерлинг,  Фернандо Вердаско,  Радек Штјепанек,  Жил Симон,  Томаш Бердих,  Станислас Вавринка
  - Жене појединачно:  Ана Ивановић,  Нађа Петрова,  Каролина Возњацки  Виржини Разано,  Амели Моресмо
  - Мушки парови:  Мартин Дам и  Роберт Линдстет
  - Женски парови:  Бетани Матек Сандс и  Нађа Петрова,  Викторија Азаренка и  Јелена Веснина,  Јан Ци и  Ђе Џенг
  - Мешовити парови:  Марћин Матковски и  Лиса Рејмонд,  Махеш Бупати и  Сања Мирза
- Распоред мечева

| Мечеви на централном терену | Мечеви на централном терену | Мечеви на централном терену | Мечеви на централном терену |
| Догађај                     | Победник                    | Поражени                    | Резултат                    |
| --------------------------- | --------------------------- | --------------------------- | --------------------------- |
| Мушкарци, 4. коло           | Роџер Федерер (2)           | Робин Седерлинг (13)        | 6–4, 7–6(5), 7–6(5)         |
| Жене, 4. коло               | Динара Сафина (1)           | Амели Моресмо (17)          | 4–6, 6–3, 6–4               |
| Мушкарци, 4. коло           | Енди Мари (3)               | Станислас Вавринка (19)     | 2–6, 6–3, 6–3, 5–7, 6–3     |
| Мечеви на терену бр. 1      |                             |                             |                             |
| Догађај                     | Победник                    | Поражени                    | Резултат                    |
| Жене, 4. коло               | Винус Вилијамс (3)          | Ана Ивановић (13)           | 6–1, 0–1 предат меч         |
| Мушкарци, 4. коло           | Иво Карловић (22)           | Фернандо Вердаско (7)       | 7–6(5), 6–7(4), 6–3, 7–6(9) |
| Мушкарци, 4. коло           | Енди Родик (6)              | Томаш Бердих (20)           | 7–6(4), 6–4, 6–3            |

### Дан осми (30. јун)
- Избачени носиоци:
  - Жене појединачно:  Агњешка Радвањска,  Викторија Азаренка
  - Мушки парови:  Макс Мирни и  Анди Рам,  Лукаш Кубот и  Оливер Марах,  Бруно Соарес и  Кевин Алијет
  - Мешовити парови:  Макс Мирни и  Нађа Петрова,  Роберт Линдстет и  Рене Стабс
- Распоред мечева

| Мечеви на централном терену | Мечеви на централном терену          | Мечеви на централном терену       | Мечеви на централном терену |
| Догађај                     | Победник                             | Поражени                          | Резултат                    |
| --------------------------- | ------------------------------------ | --------------------------------- | --------------------------- |
| Жене, четвртфинале          | Динара Сафина (1)                    | Сабина Лисицки                    | 6–7(5), 6–4, 6–1            |
| Жене, четвртфинале          | Серена Вилијамс (2)                  | Викторија Азаренка (8)            | 6–2, 6–3                    |
| Мушки парови, четвртфинале  | Боб Брајан (1) Мајк Брајан (1)       | Бруно Соарес (5) Кевин Алијет (5) | 6–2, 6–1, 6–4               |
| Мечеви на терену бр. 1      |                                      |                                   |                             |
| Догађај                     | Победник                             | Поражени                          | Резултат                    |
| Жене, четвртфинале          | Винус Вилијамс (3)                   | Агњешка Радвањска (11)            | 6–1, 6–2                    |
| Жене, четвртфинале          | Јелена Дементјева (4)                | Франческа Скјавоне                | 6–2, 6–2                    |
| Мушки парови, четвртфинале  | Данијел Нестор (2) Ненад Зимоњић (2) | Лукаш Кубот (8) Оливер Марах (8)  | 6–2, 6–3, 6–4               |

### Дан девети (1. јул)
- Избачени носиоци:
  - Мушкарци појединачно:  Иво Карловић,  Новак Ђоковић
  - Мушки парови:  Махеш Бупати и  Марк Ноулс
  - Женски парови:  Ана-Лена Гренефелд и  Вања Кинг,  Нурија Љагостера Вивес и  Марија Хосе Мартинез Санчез
  - Мешовити парови:  Кристофер Кас и  Чуенг Ча-Ђунг,  Мајк Брајан и  Бетани Матек Сандс,  Данијел Нестор и  Јелена Веснина
- Распоред мечева

| Мечеви на централном терену | Мечеви на централном терену | Мечеви на централном терену | Мечеви на централном терену    |
| Догађај                     | Победник                    | Поражени                    | Резултат                       |
| --------------------------- | --------------------------- | --------------------------- | ------------------------------ |
| Мушкарци, четвртфинале      | Роџер Федерер (2)           | Иво Карловић (22)           | 6–3, 7–5, 7–6(3)               |
| Мушкарци, четвртфинале      | Енди Мари (3)               | Хуан Карлос Фереро          | 7–5, 6–3, 6–2                  |
| Мечеви на терену бр. 1      |                             |                             |                                |
| Догађај                     | Победник                    | Поражени                    | Резултат                       |
| Мушкарци, четвртфинале      | Томи Хас (24)               | Новак Ђоковић (4)           | 7–5, 7–6(6), 4–6, 6–3          |
| Мушкарци, четвртфинале      | Енди Родик (6)              | Лејтон Хјуит                | 6–3, 6–7(10), 7–6(1), 4–6, 6–4 |

### Дан десети (2. јул)
- Избачени носиоци:
  - Жене појединачно:  Јелена Дементјева,  Динара Сафина
  - Мушки парови:  Весли Муди и  Дик Норман
  - Мешовити парови:  Андре Са и  Ај Сугијама,  Кевин Алијет и  Сје Су-веј,  Боб Брајан и  Саманта Стосур
- Распоред мечева

| Мечеви на централном терену   | Мечеви на централном терену           | Мечеви на централном терену       | Мечеви на централном терену |
| Догађај                       | Победник                              | Поражени                          | Резултат                    |
| ----------------------------- | ------------------------------------- | --------------------------------- | --------------------------- |
| Жене, полуфинале              | Серена Вилијамс (2)                   | Јелена Дементјева (4)             | 6–7(4), 7–5, 8–6            |
| Жене, полуфинале              | Винус Вилијамс (3)                    | Динара Сафина (1)                 | 6–1, 6–0                    |
| Мушки парови, полуфинале      | Данијел Нестор (2) Ненад Зимоњић (2)  | Џејмс Блејк Марди Фиш             | 5–7, 3–6, 6–2, 7–6(3), 10–8 |
| Мечеви на терену бр. 1        |                                       |                                   |                             |
| Догађај                       | Победник                              | Поражени                          | Резултат                    |
| Мушки парови, полуфинале      | Боб Брајан (1) Мајк Брајан (1)        | Весли Муди (9) Дик Норман (9)     | 7–6(4), 7–6(3), 6–4         |
| Мешовити парови, четвртфинале | Леандер Паес (1) Кара Блек (1)        | Андре Са (11) Ај Сугијама (11)    | 6–3, 6–3                    |
| Мешовити парови, четвртфинале | Марк Ноулс (9) Ана-Лена Гренефелд (9) | Боб Брајан (2) Саманта Стосур (2) | 0–6, 7–5, 6–3               |

### Дан једанаести (3. јул)
- Избачени носиоци:
  - Мушкарци појединачно:  Томи Хас,  Енди Мари
  - Женски парови:  Кара Блек и  Лизел Хубер
  - Мешовити парови:  Стивен Хас и  Вирхинија Руано Паскуал
- Распоред мечева

| Мечеви на централном терену | Мечеви на централном терену            | Мечеви на централном терену                  | Мечеви на централном терену |
| Догађај                     | Победник                               | Поражени                                     | Резултат                    |
| --------------------------- | -------------------------------------- | -------------------------------------------- | --------------------------- |
| Мушкарци, полуфинале        | Роџер Федерер (2)                      | Томи Хас (24)                                | 7–6(3), 7–5, 6–3            |
| Мушкарци, полуфинале        | Енди Родик (6)                         | Енди Мари (3)                                | 6–4, 4–6, 7–6(7), 7–6(5)    |
| Мешовити парови, полуфинале | Марк Ноулс (9) Ана-Лена Гренефелд (9)  | Џејми Мари Лизел Хубер                       | 6-2, 7-5                    |
| Мечеви на терену бр. 1      |                                        |                                              |                             |
| Догађај                     | Победник                               | Поражени                                     | Резултат                    |
| Женски парови, полуфинале   | Серена Вилијамс (4) Винус Вилијамс (4) | Кара Блек (1) Лизел Хубер (1)                | 6–1, 6–2                    |
| Мешовити парови, полуфинале | Леандер Паес (1) Кара Блек (1)         | Стивен Хас (12) Вирхинија Руано Паскуал (12) | 6–4, 6–4                    |

### Дан дванаести (4. јул)
- Избачени носиоци:
  - Жене појединачно:  Винус Вилијамс
  - Мушки парови:  Боб Брајан и  Мајк Брајан
  - Женски парови:
- Распоред мечева

| Мечеви на централном терену | Мечеви на централном терену            | Мечеви на централном терену       | Мечеви на централном терену |
| Догађај                     | Победник                               | Поражени                          | Резултат                    |
| --------------------------- | -------------------------------------- | --------------------------------- | --------------------------- |
| Жене, финале                | Серена Вилијамс (2)                    | Винус Вилијамс (3)                | 7–6(3), 6–2                 |
| Мушки парови, финале        | Данијел Нестор (2) Ненад Зимоњић (2)   | Боб Брајан (1) Мајк Брајан (1)    | 7–6(7), 6(3)–7, 7–6(3), 6–3 |
| Женски парови, финале       | Серена Вилијамс (4) Винус Вилијамс (4) | Саманта Стосур (3) Рене Стабс (3) | 7–6(4), 6–4                 |
| Мечеви на терену бр. 1      |                                        |                                   |                             |
| Догађај                     | Победник                               | Поражени                          | Резултат                    |
| Јуниорке, финале            | Нопаван Лерчевакарн (4)                | Кристина Младеновић (1)           | 3–6, 6–3, 6–1               |

### Дан тринаести (5. јул)
- Избачени носиоци:
  - Мушкарци појединачно:  Енди Родик
  - Мешовити парови:  Леандер Паес и  Кара Блек
- Распоред мечева

| Мечеви на централном терену | Мечеви на централном терену           | Мечеви на централном терену               | Мечеви на централном терену     |
| Догађај                     | Победник                              | Поражени                                  | Резултат                        |
| --------------------------- | ------------------------------------- | ----------------------------------------- | ------------------------------- |
| Мушкарци, финале            | Роџер Федерер (2)                     | Енди Родик (6)                            | 5–7, 7–6(6), 7–6(5), 3–6, 16–14 |
| Мешовити парови, финале     | Марк Ноулс (9) Ана-Лена Гренефелд (9) | Леандер Паес (1) Кара Блек                | 7–5, 6–3                        |
| Мечеви на терену бр. један  |                                       |                                           |                                 |
| Догађај                     | Победник                              | Поражени                                  | Резултат                        |
| Јуниори, финале             | Андреј Кузњецов                       | Џордан Кокс                               | 4–6, 6–2, 6–2                   |
| Парови јуниорки, финале     | Нопаван Лерчевакарн Сали Пирс         | Кристина Младеновић (2) Силвија Њирић (2) | 6–1, 6–1                        |

## Сениори

### Мушкарци појединачно
- Вимблдон 2009. — мушкарци појединачно

 Роџер Федерер —  Енди Родик 5–7, 7–6(6), 7–6(5), 3–6, 16–14

### Жене појединачно
- Вимблдон 2009. — жене појединачно

 Серена Вилијамс —  Винус Вилијамс 7–6(3), 6–2

### Мушки парови
- Вимблдон 2009. — мушки парови

 Данијел Нестор и  Ненад Зимоњић —  Боб Брајан и  Мајк Брајан 7–6(7), 6(3)–7, 7–6(3), 6–3

### Женски парови
- Вимблдон 2009. — женски парови

 Серена Вилијамс и  Винус Вилијамс—  Саманта Стосур и  Рене Стабс 7–6(4), 6–4

### Мешовити парови
- Вимблдон 2009. — мешовити парови

 Марк Ноулс и  Ана-Лена Гренефелд —  Леандер Паес и  Кара Блек 7–5, 6–3

## Јуниори

### Јуниори поједичано
- Вимблдон 2009. — јуниори појединачно

 Андреј Кузњецов —  Џордан Кокс 4–6, 6–2, 6–2

### Јуниорке појединачно
- Вимблдон 2009. — јуниорке појединачно

 Нопаван Лерчевакарн —  Кристина Младеновић 3–6, 6–3, 6–1

### Јуниорски парови
- Вимблдон 2009. — јуниорски парови

 Пјер-Уго Ебер и  Кен Кравиц—  Жулијен Обри и  Адријен Пуже 6–7(3), 6–2, 12–10

### Парови јуниорки
- Вимблдон 2009. — парови јуниорки

 Нопаван Лерчевакарн и  Сали Пирс—  Кристина Младеновић и  Силвија Њирић 6–1, 6–1

## Носиоци
Носиоци који су се повукли: Давид Налбандијан, Ришар Гаске, Гаел Монфис, Рафаел Надал.
| 1. Рафаел Надал (повукао се услед повреде колена) 2. Роџер Федерер (шампион) 3. Енди Мари (полуфинале) 4. Новак Ђоковић (четвртфинале) 5. Хуан Мартин дел Потро (друго коло) 6. Енди Родик (финале) 7. Фернандо Вердаско (четврто коло) 8. Жил Симон (четврто коло) 9. Жо-Вилфред Цонга (треће коло) 10. Фернандо Гонзалез (треће коло) 11. Марин Чилић (треће коло) 12. Николај Давиденко (треће коло) 13. Робин Седерлинг (четврто коло) 14. Марат Сафин (прво коло) 15. Томи Робредо (треће коло) 16. Давид Ферер (треће коло) 17. Џејмс Блејк (прво коло) 18. Рајнер Шитлер (друго коло) 19. Станислас Вавринка (четврто коло) 20. Томаш Бердих (четврто коло) 21. Фелисијано Лопез (прво коло) 22. Иво Карловић (четвртфинале) 23. Радек Штјепанек (четврто коло) 24. Томи Хас (полуфинале) 25. Дмитриј Турсунов (прво коло) 26. Јирген Мелцер (треће коло) 27. Филип Колшрајбер (треће коло) 28. Марди Фиш (треће коло) 29. Игор Андрејев (четврто коло) 30. Виктор Троицки (треће коло) 31. Виктор Ханеску (треће коло) 32. Алберт Монтањес (треће коло) 33. Николас Кифер (прво коло | 1. Динара Сафина (полуфинале) 2. Серена Вилијамс (шампионка) 3. Винус Вилијамс (финале) 4. Јелена Дементјева (полуфинале) 5. Светлана Кузњецова (треће коло) 6. Јелена Јанковић (треће коло) 7. Вера Звонарјова (треће коло) 8. Викторија Азаренка (четвртфинале) 9. Каролин Возњацки (четврто коло) 10. Нађа Петрова (четврто коло) 11. Агњешка Радванска (четвртфинале) 12. Марион Бартоли (треће коло) 13. Ана Ивановић (четврто коло) 14. Доминика Цибулкова (треће коло) 15. Флавија Пенета (треће коло) 16. Жи Женг (друго коло) 17. Амели Моресмо (четврто коло) 18. Саманта Стосур (треће коло) 19. На Ли (треће коло) 20. Анабел Медина Гаригес (треће коло) 21. Пати Шнидер (прво коло) 22. Ализе Корне (прво коло) 23. Александра Вознијак (прво коло) 24. Марија Шарапова (друго коло) 25. Каја Канепи (прво коло) 26. Виржини Разано (четврто коло) 27. Алиса Клејбанова (друго коло) 28. Сорана Крстеа (треће коло) 29. Сибила Бамер (прво коло) 30. Агнеш Саваш (прво коло) 31. Анастасија Пављученкова (друго коло) 32. Ана Чакветадзе (прво коло) |